# Hermetia flavoscutata
Hermetia flavoscutata är en tvåvingeart som beskrevs av Jacques-Marie-Frangile Bigot 1879. Hermetia flavoscutata ingår i släktet Hermetia och familjen vapenflugor. Inga underarter finns listade i Catalogue of Life.